# Wanzu
Wanzu (kinesiska: 万足) är en köping i sydvästra Kina. Den ligger i Pengshui härad i storstadsområdet Chongqing,  omkring 160 kilometer öster om det centrala stadsdistriktet Yuzhong. Antalet invånare är 5 200. Befolkningen består av 2 394 kvinnor och 2 806 män. Barn under 15 år utgör 21,0 %, vuxna 15-64 år 67 %, och äldre över 65 år 10,0 %.